# Estação Ferroviária de Figueira da Foz
A Estação Ferroviária de Figueira da Foz é uma interface da Linha do Oeste, que serve a cidade de Figueira da Foz, no distrito de Coimbra, em Portugal. Foi inaugurada em 3 de Agosto de 1882 como a estação terminal da Linha da Beira Alta, que nessa altura se compreendia desde a Figueira da Foz até Vilar Formoso. A estação da Figueira da Foz foi ligada à Linha do Oeste em 17 de Julho de 1888. O Ramal da Figueira da Foz foi encerrado à circulação ferroviária em 5 de Janeiro de 2009, por motivos de segurança.

## Descrição

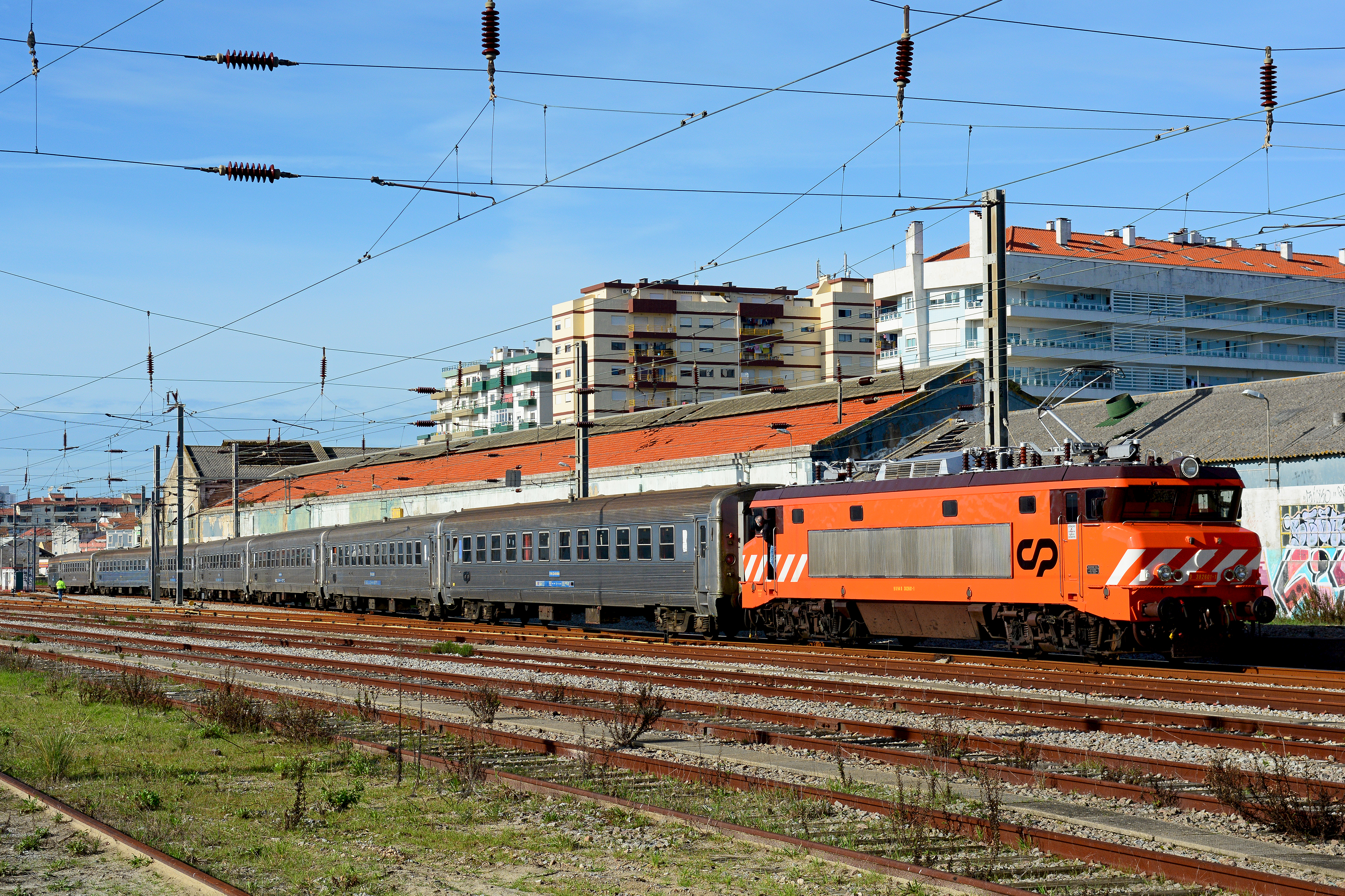
Manobras ferroviárias na estação da Figueira da Foz, em 2020.

### Localização e acessos
Situa-se junto ao Largo da Estação, na localidade de Figueira da Foz.

### Infraestrutura
Esta interface apresenta sete vias de circulação, eletrificadas em toda a sua extensão, numeradas de I a VI, com comprimentos entre 323 e 217 m de extensão e todas excato a via VI acessíveis por plataformas com 60 cm de altura e comprimentos entre 264 e 215 m de comprimento; existem aind aduas via secundárias, identificadas como VIII e IX, com comprimentos de 200 e 217 m não encontram eletrificadas, estando as restantes vias eletrificadas em toda a sua extensão. O edifício de passageiros situa-se do lado sul da via (lado direito do sentido descendente, a Cacém e Pampilhosa).

### Serviço
Esta estação é servida por comboios de passageiros regionais e inter-regionais (Linha do Oeste) da CP com destino às estações de Coimbra-B e Santa Apolónia.

## História

### Século XIX

#### Plenamento e inaguração
Em 31 de Março de 1880, foi assinado o contrário provisório entre o governo e a Companhia dos Caminhos de Ferro Portugueses da Beira Alta, para a construção do lanço entre a Figueira da Foz e a Pampilhosa. Esta linha entrou ao serviço em 3 de Agosto de 1882, sendo então considerada como parte da Linha da Beira Alta.

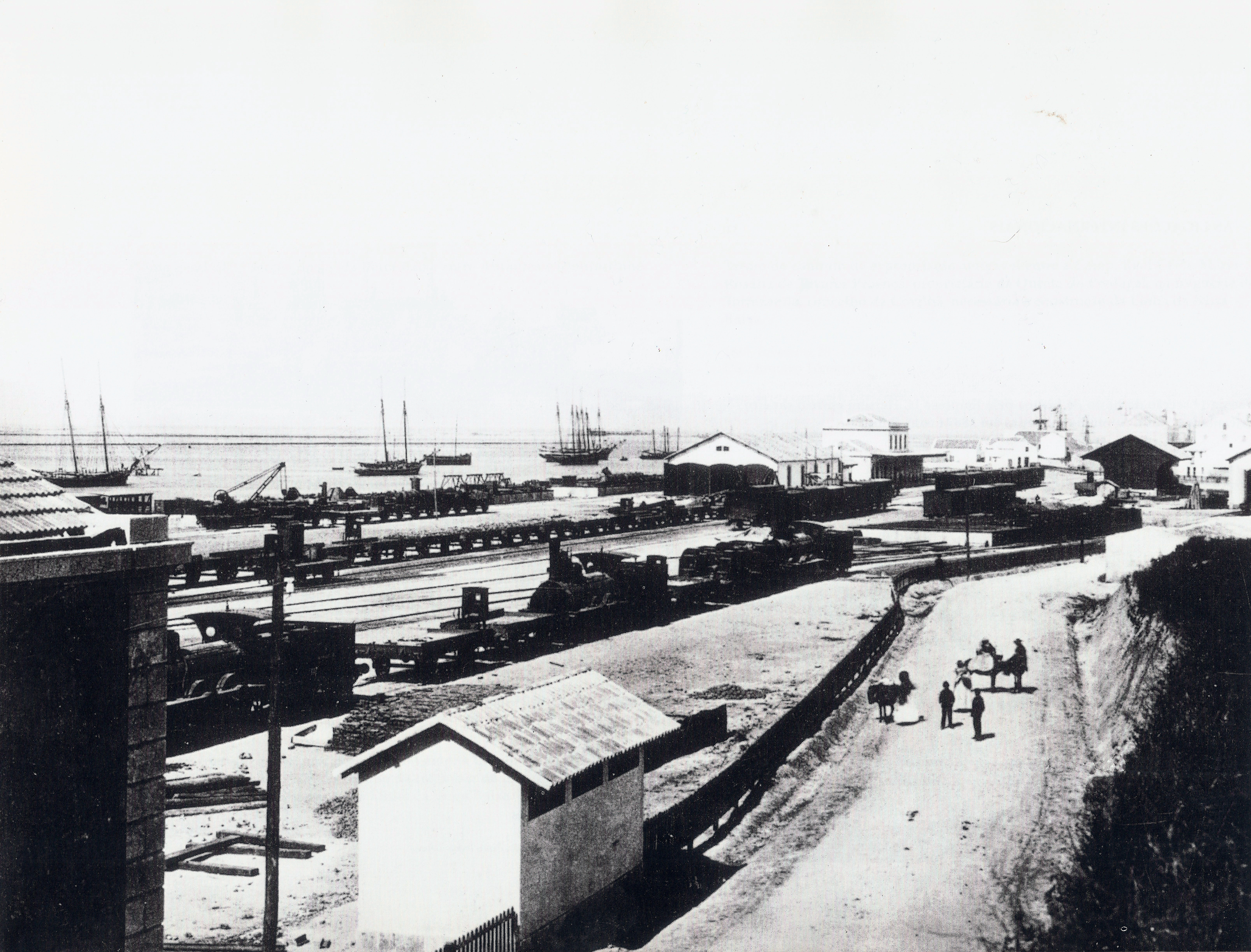
Fotografia antiga da estação.

#### Primeiros anos
Em 23 de Novembro de 1883, a Companhia Real dos Caminhos de Ferro Portugueses foi contrada para a construção da Linha do Oeste entre a Figueira da Foz e Torres Vedras. O lanço entre Leiria e a Figueira da Foz abriu à exploração em 17 de Julho de 1888.
Em 1888, existia um serviço de diligências entre a estação e a praia da Figueira da Foz, que demorava cerca de meia hora no percurso. Uma outra carreira de diligências ligava a estação aos Banhos da Amieira, num percurso de duas horas.
Em 16 de Novembro de 1895, a Gazeta dos Caminhos de Ferro transcreveu um artigo no jornal Gazeta da Figueira, onde se criticava o estado de deterioração das ruas do Príncipe e Fernando Thomaz, que davam acesso à estação, e que se tornavam quase impraticáveis quando chovia. Em 1 de Outubro de 1896, a Gazeta informou que já tinha sido instalada uma nova báscula na estação, junto ao cais para os vinhos, equipamento que estava a ser pedido pelo comércio da cidade para facilitar o transporte de carga. Em 16 de Março de 1898, relatou que os comerciantes de peixe iriam pedir a construção de um cais coberto, no espaço entre as latrinas e o edifício da estação.

### Século XX

#### Décadas de 1900 e 1910
Em 1903, a Companhia Real dos Caminhos de Ferro Portugueses introduziu novas tarifas para o transporte de várias mercadorias, de forma a aumentar a procura, tendo sido por exemplo promovido o transporte de sal da Figueira da Foz para Coimbra e outras localidades próximas.
Em 1913, a estação era servida pelos Carros americanos da Figueira da Foz, que tinham serviços até Buarcos e o Cabo Mondego, e por diligências até Lavos, Carvalhais e Paião. Em finais de 1914, estavam a ser fabricadas várias carruagens para a Companhia da Beira Alta, nas oficinas da Figueira da Foz.

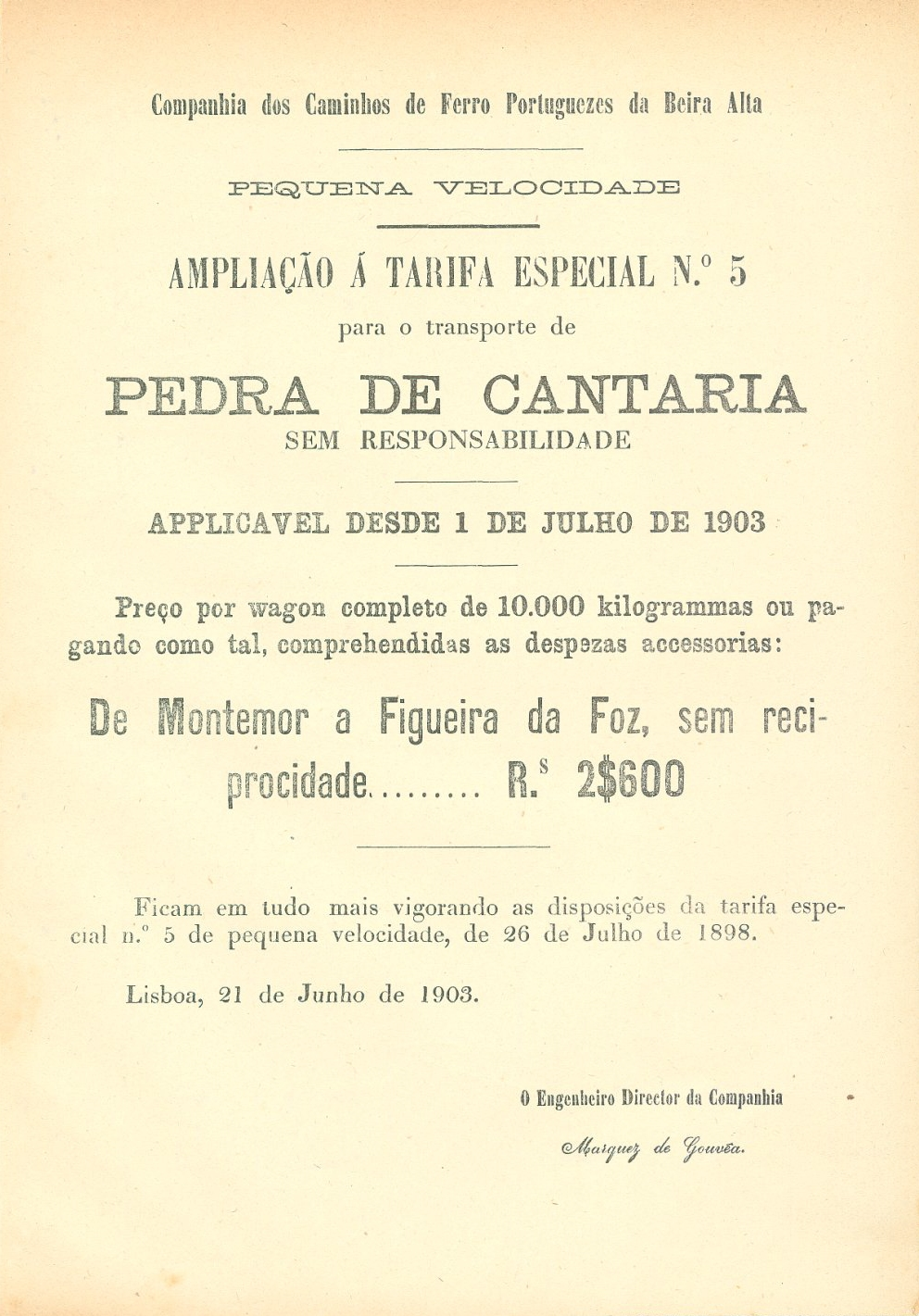
Aviso de 1903, relativo ao transporte de pedra até Montemor (futura Santana-Ferreira).

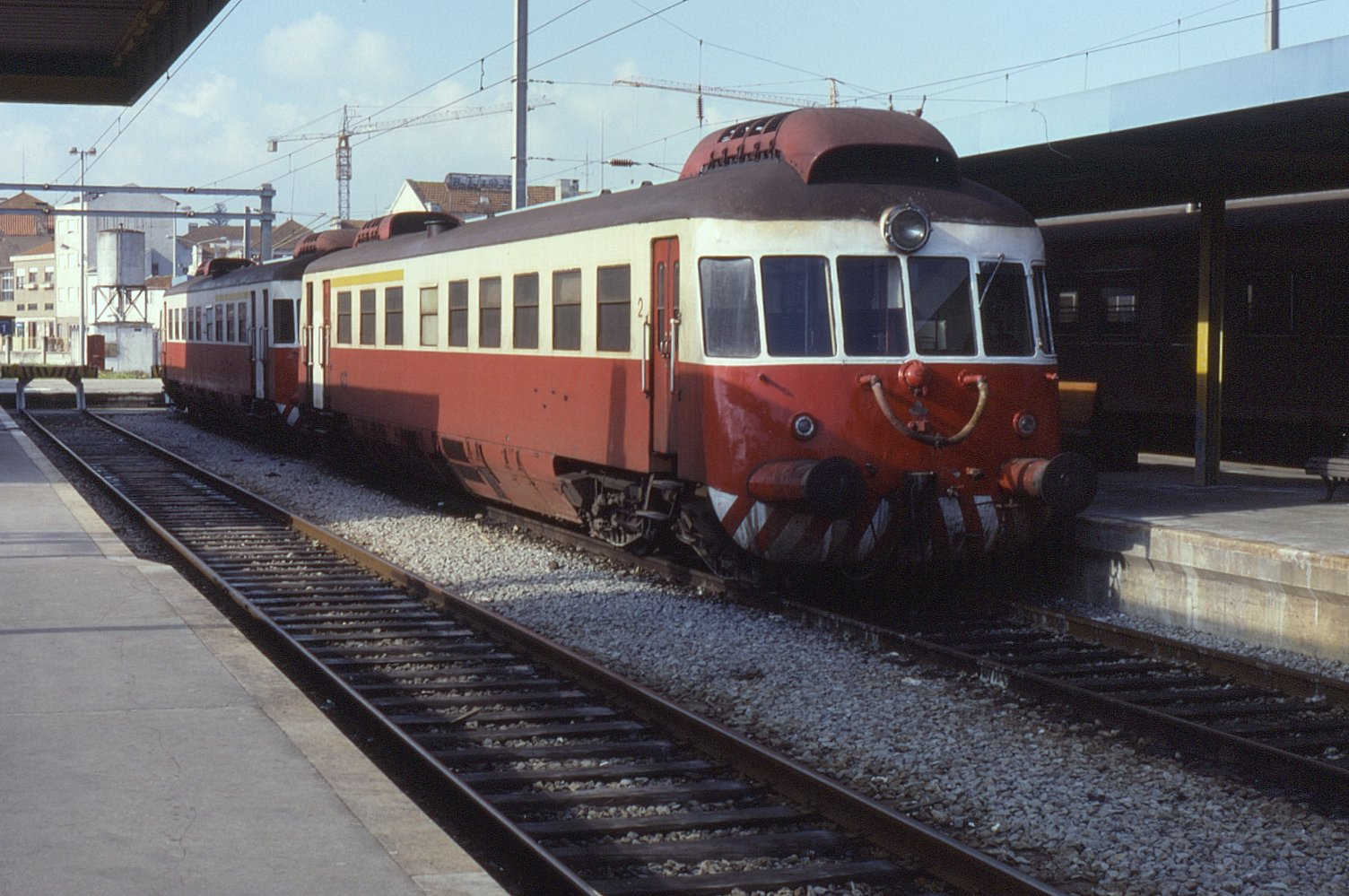
Automotoras da série 0300, que entraram ao serviço em 1954, na Figueira da Foz em 1990.

#### Décadas de 1930 e 1940
Em 1932, a Companhia da Beira Alta realizou grandes obras na estação da Figueira da Foz, tendo sido construídas retretes para serem utilizadas pelo pessoal do depósito de máquinas, realizadas obras de reparação do telhado das Oficinas Gerais, reconstruídas cerca de 160 m de via dentro daquelas instalações, modificada a instalação de ar comprimido, com a introdução de um grupo compressor Ingersoll Rand de 9000 litros por minuto, e instalada a torre de refrigeração da central eléctrica. Também foi demolida a antiga central eléctrica, no interior das oficinas, tendo a zona das forjas sido parcialmente deslocada e remodelada para o seu local, permitindo a instalação de um martelo pilão. Nesse ano, estava prevista a renovação de via entre a Figueira da Foz e Alhadas, e a construção de novas carruagens nas oficinas, para a Companhia da Beira Alta.
Em 1933, foram feitos cerca de 736 m² de calçada no caminho de acesso aos cais, substituído o soalho do dormitório dos maquinistas, forrado a madeira o dormitório do chefe de maquinistas, assente uma cancela de ferro de correr para vedar a arrecadação e o acesso ao cais para o peixe. No ano seguinte, foram executadas grandes obras de reparação no edifício da estação, incluindo a pintura da marquise, e foram reconstruídas as duas plataformas de entre-vias. Nesse ano, foram continuados os trabalhos de reparação do telhado das Oficinas Gerais, onde foram construídas quatro clarabóias em ferro, e foi instalada uma caldeira em ferro zincado em todo o comprimento do prédio. Em 1934, a Direcção Geral de Caminhos de Ferro autorizou os projectos de construção de carruagens de terceira classe nas oficinas. Nesse ano, foram instaladas quatro clarabóias de ferro e vidro nas oficinas de pintura. Em 1935, foi assente uma nova báscula de 40 T, construído um refeitório para pessoal, reparada a cocheira das máquinas e os telhados das Oficinas Gerais, e pavimentado o cais para peixe.
Em 1939, a estação voltou a ser alvo de grandes intervenções, tendo sido reparadas, pintadas e envernizadas as portas e os caixilhos do rés-do-chão, e pintadas com tinta de alumínio as grades do vestíbulo. Também foram reparadas e pintadas as retretes, e reconstruída toda a plataforma, com a substituição do cordão de cantaria e do pavimento em betonilha de cimento sobre betão hidráulico. Na marquise, foram colocados suportes duplos em betão armado na base de seis consolas, para segurar vasos com flores. Também foram feitas grandes obras de reparação no exterior das casas do sub-chefe e chefe adjunto, na barraca do agulheiro e na guarita, e no interior e exterior das cocheiras de carruagens. Foi igualmente pintado o portão de ferro do lado Sul e a cancela de ferro de correr no caminho de entrada para o cais do peixe, substituído por betonilha de cimento sobre betão hidráulico o pavimento dos Armazéns Gerais de distribuição, e pavimentado com calçada o cais e o caminho de acesso. Também foram feitas várias obras de reparação nas oficinas, incluindo a substituição do telhado e de bocas de incêndio, e nos escritórios.
Em 1946, a Companhia da Beira Alta foi integrada na Companhia dos Caminhos de Ferro Portugueses, que começou a explorar a rede da Beira Alta em 1 de Janeiro de 1947.

#### Década de 1960
Em 16 de Agosto de 1968, a Gazeta dos Caminhos de Ferro noticiou que a Companhia dos Caminhos de Ferro Portugueses estava a preparar um contrato para a renovação de vários lanços de via férrea em território nacional, incluindo entre estação e Alfarelos. Na mesma edição, a Gazeta também relatou que durante a cerimónia de encerramento dos Jogos Desportivos Ferroviários, nesta cidade, o administrador da sociedade Figueira-Praia, Jerónimo Pais, criticou a estética e as condições de serviço da estação da Figueira, tendo exigido a construção de um novo edifício e a electrificação da via férrea até Alfarelos.

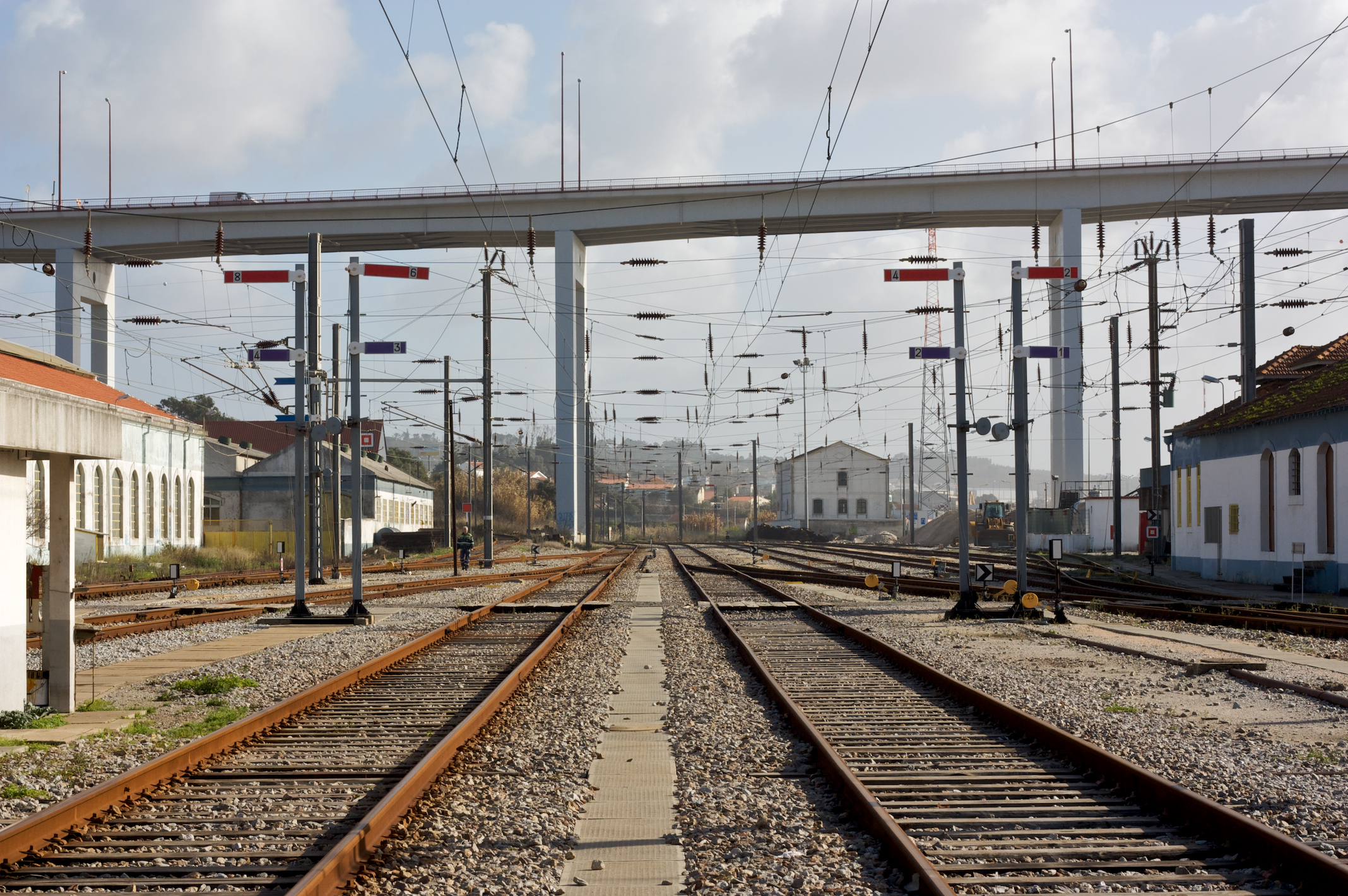
Ponte Edgar Cardoso, construída em 1982, vista da estação.

#### Décadas de 1970 e 1980
Entre 1979 e 1980, a Companhia dos Caminhos de Ferro Portugueses adquiriu várias automotoras Ferrobus, que foram utilizadas nas linhas em redor de Coimbra, incluindo entre esta estação e a Pampilhosa.
Na década de 1980, as oficinas da Figueira da Foz empregavam cerca de 340 trabalhadores.

#### Década de 1990
Em 1990, esta estação passou a ser servida pelos comboios Intercidades da operadora Caminhos de Ferro Portugueses, e em 1995 começaram a ser utilizadas automotoras eléctricas entre esta estação e Coimbra.
Em 1992, uma unidade da Série 0300 foi transformada na Automotora VIP nas oficinas da Figueira da Foz.

### Século XXI

#### Décadas de 2000 e 2010

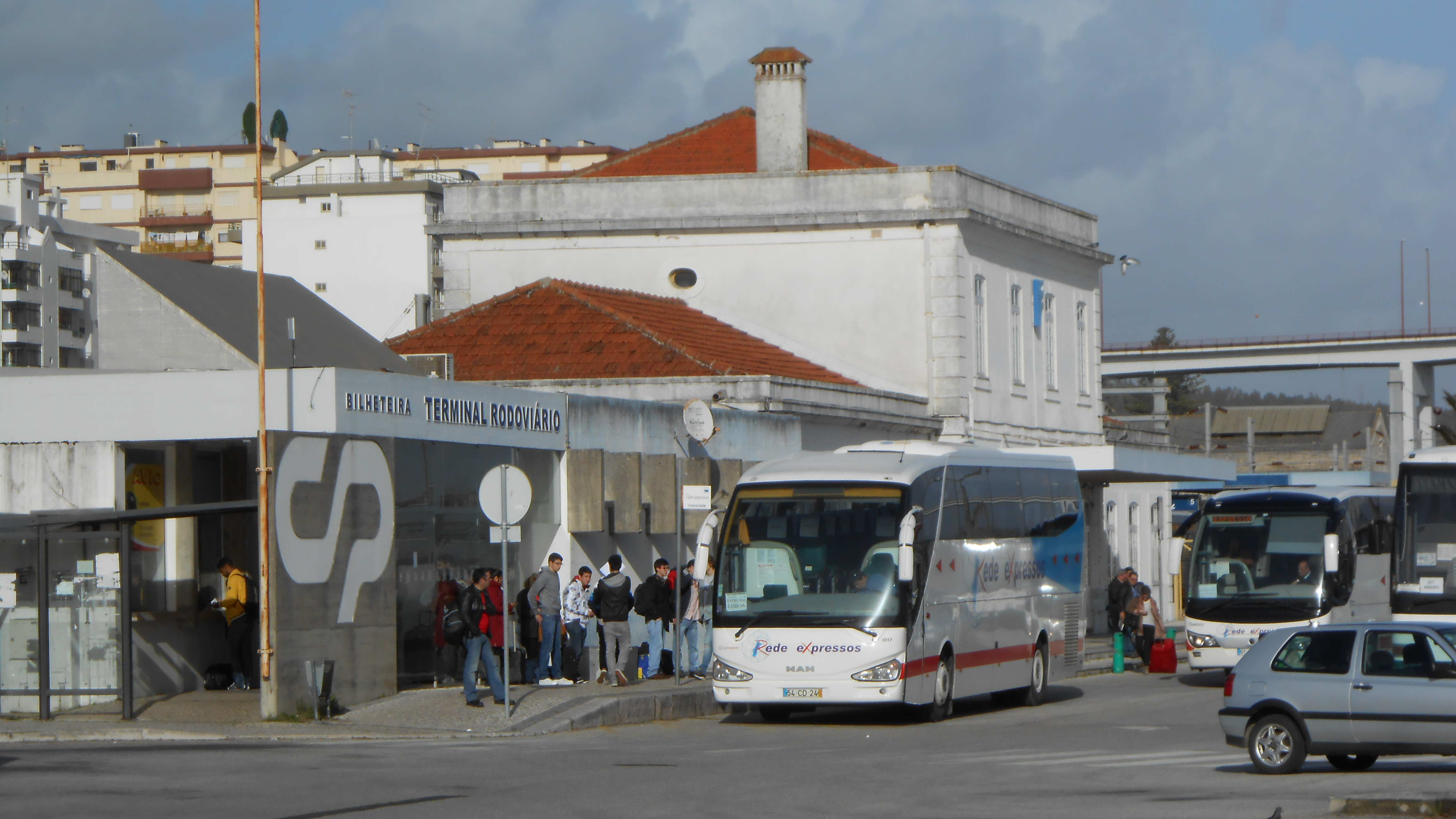
Terminal rodoviário anexo à estação, em 2013.

Em 5 de Janeiro de 2009, o ramal foi encerrado ao tráfego ferroviário por motivos de segurança, tendo a operadora Comboios de Portugal organizado um serviço rodoviário de substituição, que terminou em 1 de Janeiro de 2012.
Em Setembro de 2011, as administrações da operadora C.P. e da EMEF reafirmaram a decisão de encerrar estas oficinas, sendo alguns trabalhadores deslocalizados para as instalações na Estação Ferroviária do Entroncamento; naquela data, as oficinas da Figueira da Foz empregavam 34 pessoas. Como estava previsto, as instalações na Figueira da Foz foram encerradas no dia 30 de Novembro.

Segundo o Directório da Rede 2012, publicado em 6 de Janeiro de 2011 pela empresa Rede Ferroviária Nacional, esta interface contava com seis vias de circulação, com comprimentos entre os 246 e os 295 m, cujas plataformas tinham 292 a 230 m de extensão, e 30 a 60 cm de altura, configuração assaz reduzida em comparação com a de décadas anteriores e entretanto alterada para os valores atuais.

## Ver também

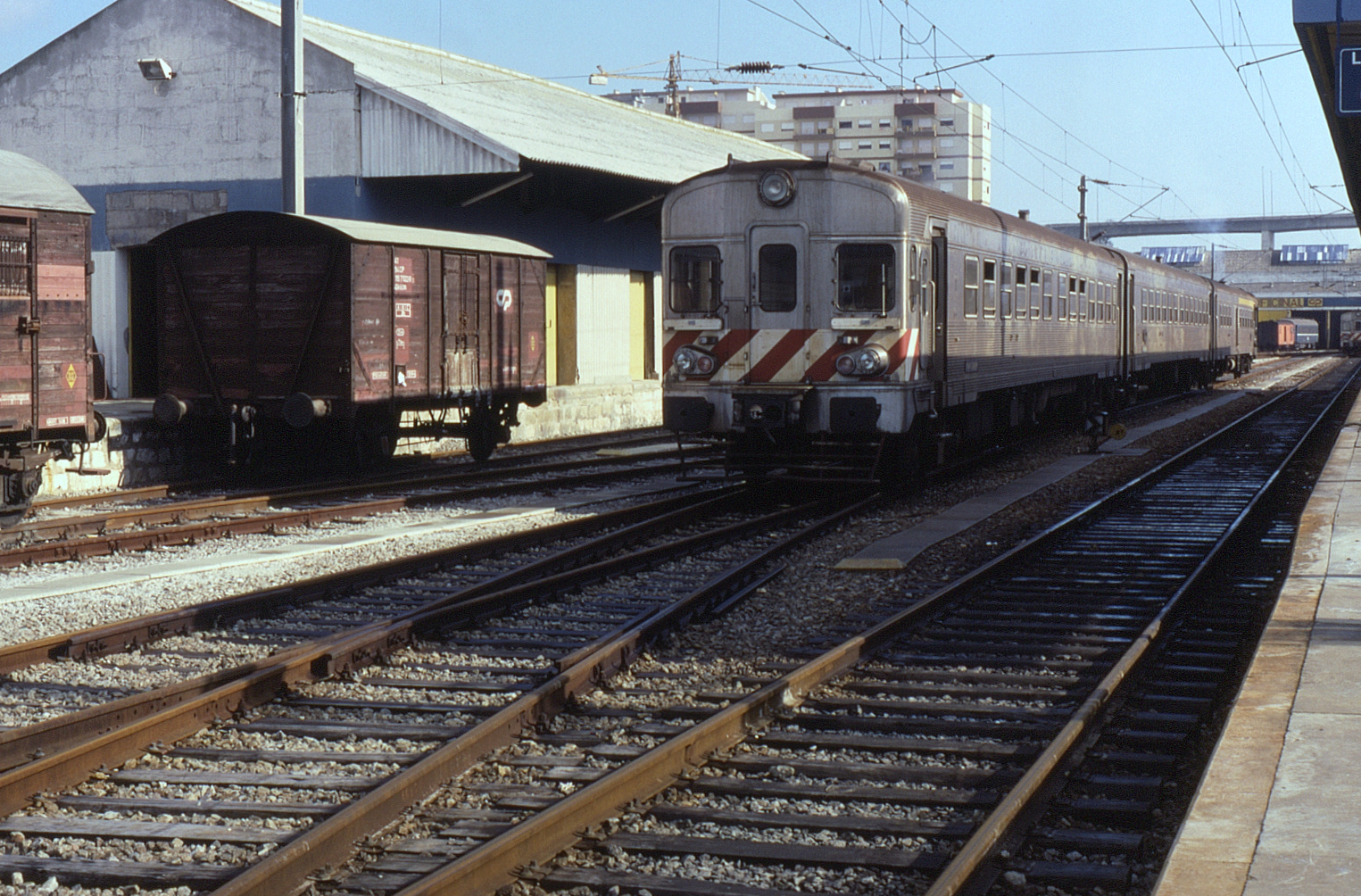
Regional na Figueira da Foz em 1990.

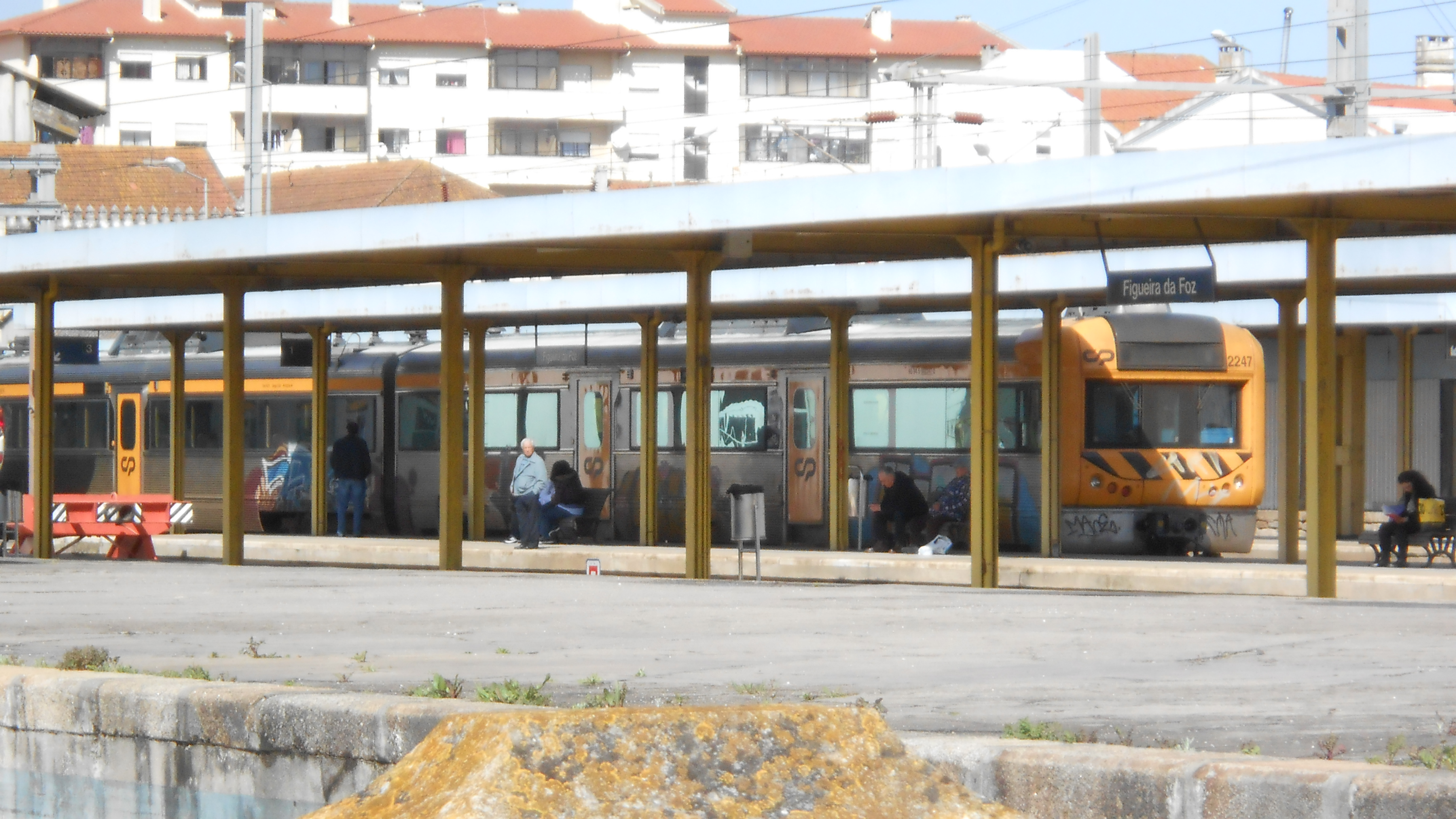
Regional na Figueira da Foz em 2013.

## Leitura recomendada
- GOMES, Paulino (2002). Figueira da Foz: conhecimento, memória e inovação. Paços de Ferreira: Héstia Editores. 159 páginas. ISBN 972-8741-00-6
- HENRIQUES, Isabel (2005). Figueira da Foz: rotas do concelho. Figueira da Foz: Câmara Municipal da Figueira da Foz - Divisão de Cultura, Museu, Biblioteca e Arquivos e Figueira Grande Turismo - Empresa Municipal Centro de Artes e Espectáculos. 129 páginas. ISBN 972-9915-2-7
- VENTURA, António; SANTOS, José (2007). Figueira da Foz: evocação do centenário. Figueira da Foz: Câmara Municipal da Figueira da Foz. 68 páginas